# Talsystem des Königsbaches
Koordinaten: 51° 55′ 52″ N, 9° 3′ 22″ O

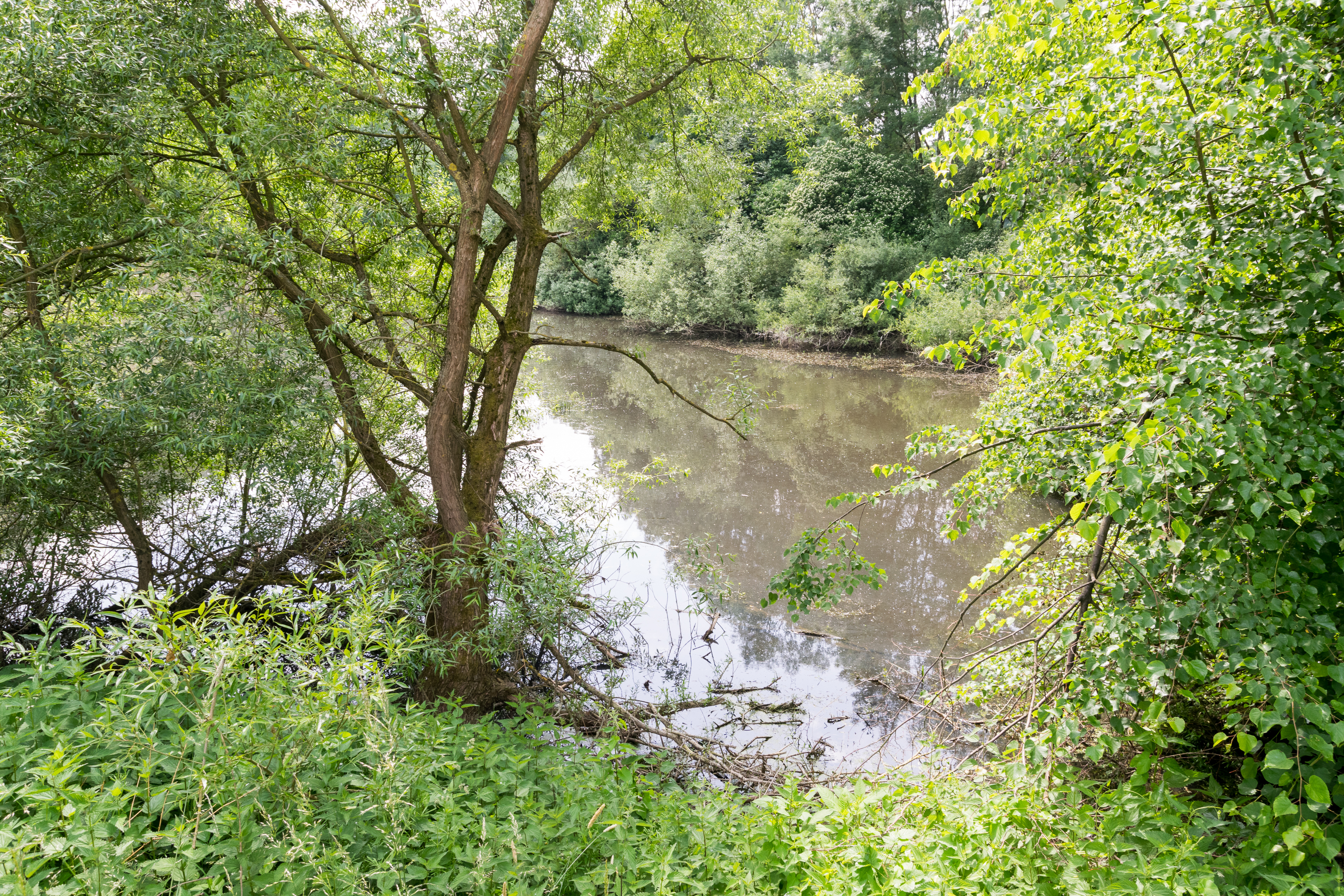
Naturschutzgebiet Talsystem des Königsbaches (Juni 2015)

Das Naturschutzgebiet Talsystem des Königsbaches liegt auf dem Gebiet der Stadt Blomberg im Kreis Lippe in Nordrhein-Westfalen. Das aus fünf Teilflächen bestehende Gebiet erstreckt sich südlich und südwestlich der Kernstadt Blomberg entlang des Königsbaches, eines rechten Zuflusses des Diestelbachs. Nördlich erstreckt sich das 226,2 ha große Naturschutzgebiet Hurn.

## Bedeutung
Das etwa 208,5 ha große Gebiet mit der Schlüssel-Nummer LIP-055 steht seit dem Jahr 2005 unter Naturschutz.